# Ruggero di Salerno
Ruggero di Salerno detto anche Ruggero del Principato o Ruggero d'Antiochia (... – Sarmada, 28 giugno 1119) è stato un cavaliere medievale normanno, reggente del Principato di Antiochia dal 1112 fino alla sua morte.

## Biografia
Figlio di Riccardo di Salerno (reggente della Contea di Edessa) e lontano parente di Tancredi di Galilea, divenne reggente del Principato di Antiochia, quando Tancredi morì nel 1112, mentre il principe ereditario, Boemondo II d'Antiochia era ancora fanciullo.
Così come era toccato a Tancredi prima di lui, anche Ruggero dovette trascorrere gran parte della sua reggenza difendendo il principato dai continui attacchi dei vicini stati musulmani, in particolar modo di Aleppo.
Nel 1114, un terribile terremoto distrusse gran parte delle fortificazioni del principato e Ruggero ebbe molta cura nel ricostruirli tutti, con particolare attenzione a quelli posti lungo la frontiera.

Nello stesso anno, Ruggero sconfisse un esercito di Selgiuchidi guidati da Bursuq ibn Bursuq nella battaglia di Sarmin e nel 1115 ricacciò indietro un secondo attacco a Tell Dānith.

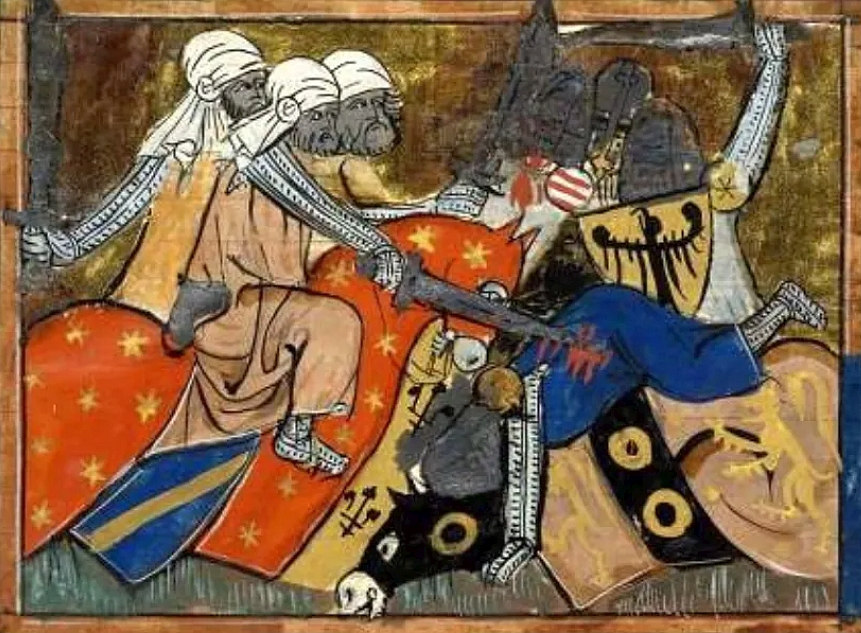
Battaglia dell'Ager Sanguinis in una miniatura del 1337.

Insieme a Joscelin I di Edessa, Ruggero preparò l'invasione del territorio di Aleppo, poiché la città era diventata alleata dell'emiro Īlghāzī. Nel 1119, per tutta risposta, lo stesso emiro invase il Principato di Antiochia e, a dispetto degli avvertimenti del Patriarca latino di Antiochia, di aspettare rinforzi dal Regno di Gerusalemme o dalla Contea di Tripoli, Ruggero si lanciò contro l'esercito nemico, e nella conseguente battaglia dell'Ager Sanguinis (del campo di sangue) il suo esercito di 700 cavalieri, di cui 500 cavalieri armeni, e di 3.000 fanti, venne interamente massacrato dal nemico che uccise lo stesso Ruggero.
Successivamente, l'esercito di Īlghāzī si limitò a saccheggiare la regione circostante senza dare l'assalto alla stessa Antiochia, come tutti si aspettavano, dando quindi il tempo a Baldovino II di Gerusalemme di giungere da nord e assumere la reggenza del principato.
Il periodo di reggenza di Ruggero fu immortalato nella cronaca di Galterius Cancellarius dal titolo Bella Antiochena.
Ruggero sposò Hodierne di Rethel, sorella di Baldovino II.